# Bye kalkbarrskog
Bye kalkbarrskog är ett naturreservat i Östersunds kommun i Jämtlands län.
Området är naturskyddat sedan 2015 och är 12 hektar stort. Reservatet består av kalkbarrskog  med mest gran.